# Sophia Zitzmann
Sophia Zitzmann (20 febbraio 2003) è una sciatrice alpina tedesca.

## Biografia
Attiva dal novembre del 2019, Sophia Zitzmann ha esordito in Coppa Europa il 29 novembre 2021 a Mayrhofen in slalom gigante (35ª); non ha debuttato in Coppa del Mondo e non ha preso parte a rassegne olimpiche o iridate.

## Palmarès

### Coppa Europa
- Miglior piazzamento in classifica generale: 165ª nel 2025

### Campionati tedeschi
- 1 medaglia:
  - 1 bronzo (supergigante nel 2024)